# شبام كوكبان
شبام كوكبان أو شبام أقيان هي إحدى المدن ذات النمو السكاني في الجمهورية اليمنية. تتبع جغرافيا لمحافظة المحويت وإداريًا لمديرية شبام كوكبان. يبلغ تعداد سكانها 9020 نسمة حسب الإحصاء الذي أجري عام 2004. التسمية هي تسمية جغرافية فكل منطقة يحيط بها جبل تسمى شبام بمعنى المنطقة الباردة في اليمن عدة مناطق تسمى شبام مثل شبام الغراس شبام حراز شبام حضرموت وكل منها يحيطها جبل شبام كوكبان يحيطها جبل يسمى كوكبان

## سكن الملوك
تقع مديرية شبام كوكبان شمال غرب العاصمة صنعاء على بعد (45) كم تقريبا وتضم مدينة شبام وهي مركز المديرية ومدينة كوكبان وعزلة الظلاع الأعلى وعزلتي الأهجر وطوارفة حدار ومسلم والزبيرات ووادي النعيم وتتبع مديرية شبام محافظة المحويت وشبام كانت تسمى قديما «يحبس» وهو اسم حميري من نسل أقيال حمير سميت شبام باسم شبام بن عبد الله بن حشم بن حاشد. سكن شبام قديما ملوك أقيال حمير ثم آل يعفر الحميريون حتى القرن الثالث عشرالهجري ثم تحول المركز إلى مدينة كوكبان حتى منتصف القرن الثالث عشر الهجري وحول الأتراك من كوكبان إلى شبام مركز قضاء شبام واستمر حتى تولى الإمام يحيى حميد الدين فحول مركز القضاء إلى مدينة الطويلة وجعل شبام مركز الناحية واستمرت على هذا حتى الآن وتعتمد شبام على التجارة والزراعة وتعتبر البوابة الشرقية لمحافظة المحويت وتعد من أقدم المدن في اليمن. وتعتبر شبام واحدة من المدن ذات التاريخ العريق التي تعود إلى ما قبل القرن السابع قبل الميلاد وأول ظهور لها كان في نقش النصر الموسوم بـ«54930 SER» الذي دونه ” كرب آل وتر بن ذمار علي ” مكرب سبأ في القرن السابع قبل الميلاد» حيث أشار إلى انها كانت واحدة من مدن مملكة ” نشن” مدينة السوداء في الجوف إلى جانب وادي ظهر وغيرها. وقد وصلت هذه المدينة إلى رقي ثقافي وديني رفيع تمثل بنحت الصخور لتشكل فيها غرف تم استخدامها كمقابر وهي تنتشر على صخور جبل اللو – جبل ذخار حاليا- المواجهة للمدينة وفي الجانب الديني فقد كان هناك معبدا الإلهين «عثتر» و«المقة» على سفح جبل اللو يشرفان على المدينة وشيدت الطريق اليهما وهي اليوم طريق المشاة الصاعدة في جنوب غرب المدينة والتي تصل إلى الأعلى إلى كوكبان. ويوجد في شبام كوكبان الكثير من المناطق الأثرية منها جامع شبام الكبير الذي يرجع تاريخه إلى ما قبل الألف ومائتي عاموكذا الكهوف المنحوته في الجبل المحيط بمدينة شبام وايضا قشلة كوكبان وبوابة المدينة وقبة المنصور الفريدة في زخارفها وبنائها بمدينة كوكبانومدافن الحبوب بكوكبان المنحوتة في الجبل الصم وهي كثيرة الطراز المعماري الفريد في بيوت كوكبان القديمة السدود الحميرية والأيوبية بمدينة كوكبان وخارجها المدرجات المؤدية إلى كوكبان من شبام ووادي النعيم والأهجر حصن بكر التاريخي في قاع الأضلاع وهناك الكثير من الآثار في الظلاع من حصون وغيرها.

## أهم معالم شبام كوكبان

### الجامع الكبير في مدينة شبام كوكبان
يقع في وسط مدينة شبام كوكبان وقد بني في القرن الثالث الهجري وينسب بناؤه للأمير اليعفري  اسعد بن ابي يعفر (282/ 331) هجريه أحد حكام دوالة بنتي يعفر الذي اتخذ مدينة شبام كوكبان عاصمة لها.
وتأتي اهمية هذا الجامع بقدم تاريخ بنائه اضافه إلى تخطيط بناؤه الذي يعتبر صوره مصغره للجامع الكبير بصنعاء وتخطيطه  على نمط التخطيط الشائع الأولى في للجوامع الأولى الثني انتشرت في معظم ارجاء العالم الإسلامي وهو ذو الصحن المكشوف وتحيط به اربعه اروقه واكبرها الرواق الشمالي وهو الرواق الذي توجد به القبلة.
وقد تشابهت زخرفة مصندقاته وبين زخارف مصندقات الرواق الشمالي للجامع الكبير بصعاء.
- التخطيط العام: يتميز الجامع بطابع اسلامي وبتخطيط شائع في الجوامع الأولى التي انتشرت في ارجاء العالم الإسلامي يتكون الجامع من اربعه اروقه:

الرواق القبلي (الشمالي): وهو الأكبر ويتكون من اربع بلاطات بواسطة ثلاثة صفوف من الأعمدة وصف آخر يطل على الصرح الواقع في وسط الجامع وكل صف ينكون من تسعه اعمده وعلى البعص منها عقود مدببة، والأعمدة تأخذ الشكل الاسطواني ويختلف قطرها من عمود لآخر، وسقف هذا الجامع عبارة عن مصندقات خشبيه عليها زخارف هندسيه ونباتيه بشل وريدات ودائرة مفرغه، واشكال نجميه تدجل على براعة الفنان اليمني.
الرواق الشرقي: ويتكون من بلاطتين ويفصلها صف من الأعمدة، وعلى البلاطة المطلة على الصحن اقيم جدار يفصل الرواق عن الصرح.
الرواق الجنوبي: يتكون الرواق الجنوبي من ثلاث بلاطات يفصلها صفان من الأعمدة، وجدار الصحن يتكون من سبعه اعمده مربعه، اما اعمدة الصف الأول فتتكون من تسعه اعمده أسطوانية الشكل تحمل تيجان مختلفة الاشكال  والصف الثاني يتكون من سبعه اعمده ودعامه تحمل عقداً مدبباً يتصل بالجدار الجنوبي.
الرواق الغربي: ويتكون هذا الرواق منبلاطتين يفصلها صف من الأعمدة، ويغلق هذا الرواق جدار به باب يمكن فتحه إلى الصحن. وعلى عتبة هذا الباب نقش بالخط المسند، وهذا يشير إلى ان معظم الاحجار التي بني بها الجامع هي احجار منقولة من مواقع اثريه ترجع إلى فترة قبل الإسلام.
المحراب:  يتوسط المحراب جدار القبلة ويقوم على عمودين يحملان عقدا ًنصف دائري، وباطن المحراب مطليب الجص تزينه عناصر زخرفيه على هيئه محاره ووريدات ثلاثية يؤطرها عقد مقوس بارز من الجص يتوسطه اشريط كتابي نصه: ﴿فَتَقَبَّلَهَا رَبُّهَا بِقَبُولٍ حَسَنٍ وَأَنْبَتَهَا نَبَاتًا حَسَنًا وَكَفَّلَهَا زَكَرِيَّا كُلَّمَا دَخَلَ عَلَيْهَا زَكَرِيَّا الْمِحْرَابَ وَجَدَ عِنْدَهَا رِزْقًا قَالَ يَا مَرْيَمُ أَنَّى لَكِ هَذَا قَالَتْ هُوَ مِنْ عِنْدِ اللَّهِ إِنَّ اللَّهَ يَرْزُقُ مَنْ يَشَاءُ بِغَيْرِ حِسَابٍ ۝٣٧﴾ [آل عمران:37]
ويعلو تيجان الأعمدة عقد مقوس يزينه شريط كتابي نصه:(الحسنين صفوة الله) ويتوسط العقد درع بارز من الجص، ويعلوه عناصر زخرفيه قوامها ذراعان بارزان، ويحيطبه شريط من الزخارف النباتية الجصية.
ويحيط بها شريط كتابي مستطيل افقيا ًو آخر عموديا ًونصه ﴿اللَّهُ لَا إِلَهَ إِلَّا هُوَ الْحَيُّ الْقَيُّومُ لَا تَأْخُذُهُ سِنَةٌ وَلَا نَوْمٌ لَهُ مَا فِي السَّمَاوَاتِ وَمَا فِي الْأَرْضِ مَنْ ذَا الَّذِي يَشْفَعُ عِنْدَهُ إِلَّا بِإِذْنِهِ يَعْلَمُ مَا بَيْنَ أَيْدِيهِمْ وَمَا خَلْفَهُمْ وَلَا يُحِيطُونَ بِشَيْءٍ مِنْ عِلْمِهِ إِلَّا بِمَا شَاءَ وَسِعَ كُرْسِيُّهُ السَّمَاوَاتِ وَالْأَرْضَ وَلَا يَئُودُهُ حِفْظُهُمَا وَهُوَ الْعَلِيُّ الْعَظِيمُ ۝٢٥٥﴾ [البقرة:255]
كما يزين يسار المحراب عناصر زخرفيه جصيه مختلفة، قوامها عقد محوري تزينه زخارف نباتيه وشريط كتابي نصه ﴿إِنَّمَا وَلِيُّكُمُ اللَّهُ وَرَسُولُهُ وَالَّذِينَ آمَنُوا الَّذِينَ يُقِيمُونَ الصَّلَاةَ وَيُؤْتُونَ الزَّكَاةَ وَهُمْ رَاكِعُونَ ۝٥٥﴾ [المائدة:55]
كما يعلوه شريط كتابي بالخط الفاطمي ونصه ﴿يَا أَيُّهَا الَّذِينَ آمَنُوا ارْكَعُوا وَاسْجُدُوا وَاعْبُدُوا رَبَّكُمْ وَافْعَلُوا الْخَيْرَ لَعَلَّكُمْ تُفْلِحُونَ ۝٧٧﴾ [الحج:77]وإلى يمين المحراب، محراب آخر ربما يكون الأقدم لبيت الصلاة وعليه عقد يقوم على عمودين مختلفين يعلوه شريطان كتابيان، نص الشريط الأول: ﴿إِنَّا فَتَحْنَا لَكَ فَتْحًا مُبِينًا ۝١ لِيَغْفِرَ لَكَ اللَّهُ مَا تَقَدَّمَ مِنْ ذَنْبِكَ وَمَا تَأَخَّرَ وَيُتِمَّ نِعْمَتَهُ عَلَيْكَ وَيَهْدِيَكَ صِرَاطًا مُسْتَقِيمًا ۝٢﴾ [الفتح:1–2]
ونص الشريط الثاني: ﴿إِنَّمَا يَعْمُرُ مَسَاجِدَ اللَّهِ مَنْ آمَنَ بِاللَّهِ وَالْيَوْمِ الْآخِرِ وَأَقَامَ الصَّلَاةَ وَآتَى الزَّكَاةَ وَلَمْ يَخْشَ إِلَّا اللَّهَ فَعَسَى أُولَئِكَ أَنْ يَكُونُوا مِنَ الْمُهْتَدِينَ ۝١٨﴾ [التوبة:18]
- المئذنة: وتقع المئذنة في الزاوية الجنوبية الشرقية للجامع وتتكون من اربعه اقسام

القسم الأول:عباره عن  قاعدة مربعة الشكل مبنية من الحجر عليها زخرفة نباتية غائرة متماسكة ببعضها البعض، ويعلوها كتابة طمس نصها تماماً.
القسم الثاني: وهذا القسم مبني من الآجر ويتكون من ثمانية اضلاع وعليه زخرفة هندسية بشكل معينات.
القسم الثالث: بدن اسطواني الشكل تدور به خمسة اشرطة كتابية تعلوها شرفة. 
القسم الرابع: بدن اسطواني يضيق بشكل هرمي إلى الاعلى تزينه زخرفة هندسية بهيئة مستطيلات.
المداخل الرئيسية: البوابة الرئيسة  في الجدار الشرقي ويصعد اليها بدرج ويتقدم البوابة طلة مربعة الشكل مقامة على عمودين وتحمل سقفاً مقبباً والمدخل مربع الشكل عليه عتبة تحمل عقداً مستديراً معشقاً بزجاج ويمكن فتحه على رواق القبلة،  ويقابل البلاطة الرابعة لبيت الصلاة، باب آخر على يمين الباب الرئيسي ليؤدي إلى الرواق الجنوبي كما يوجد باب آخر في الجدار الغربي مغلق حالياً.
ويعد جامع شبام من أهم معالم الاثار الإسلامية بما تزخر به من تخطيط معماري وزخرفة فنية تطينا فكرة واضحة عن نمط البناء السائد في تلك الفترة،  كما نتعرف من خلاله على العلاقات الحضارية والفنية المتبادلة بين اليمن والأقطار الإسلامية الأخرى ويتضح ذلك جلياً من خلال العقود المدببة الموجودة في الجامع وهي تشبه جامع احمد بن طولون في مصر.

### باب الحديد
الوصول إلى «كوكبان» يتم عبر طريق مرصوف، بطول ستة كيلومترات يمتد صعوداً نحو سفح الجبل للقادم من مركز مديرية شبام، وقبل ذلك كان هناك طرق مشاة وهي عبارة عن سلالم حجرية مبنية بشكل يشق سفح الجبل، وللمدينة سور يحيطها وله مدخل واحد يسمى «باب الحديد» وتحتفظ أبنية المدينة بطابعها القديم في العمارة والتشييد.
وتعود جذور شبام إلى ما قبل القرن السابع قبل الميلاد وأول ظهور لها كان في نقش النصر الموسوم الذي دونه «كرب الوتر بن ذمار» في القرن السابع قبل الميلاد حيث أشار إلى أنها كانت واحدة من مدن مملكة «نشن». وبعد أن هزم المكرب ملك مملكة «نشن» ضم كل ممتلكاته إلى مملكته وبعدها بدأت هجرة السبئيين إلى قيعان الهضبة الوسطى لاستيطانها، وفي أطرافها أقيمت مدن عديدة، وشبام واحدة من المدن التي استوطنوها. واستمرت هذه البقعة من الأرض آهلة بالحضارة التي شكلت من شبام مركزاً مهماً من مراكز الدولة الحاكمة في سبأ وهذا كله يمكن استيحاؤه من جملة من النقوش القديمة ومن بعض الآثار السبئية كالمقابر الصخرية.

### خصائص معمارية
حال وصول الزائر إلى سفح جبل «الظلاع» يرى أن مباني وبيوت وقصور «كوكبان» تمتد نحو ثلاثة كيلومترات ويغلب على مبانيها اللون الأرجواني المائل إلى الحمرة بسبب استعمال حجارة ترسبية تسمى «العمش» تميز العمران في مدن وقرى هذه المنطقة. وتشير المصادر المدونة إلى أن «كوكبان تضم عدداً من المعالم الإسلامية القديمة كالمساجد والأضرحة والأبنية القديمة التي تعود للعصور الوسطى مثل الجامع الكبير في المدينة والذي يعود تاريخ بنائه إلى القرن الثالث الهجري. حيث تم بناؤه في عصر الدولة اليعفرية التي جعلت من المدينة عاصمة لها، والجامع في أسلوب بنائه امتداد للجامع الكبير في صنعاء والذي يعد من أوائل الجوامع التي بنيت في اليمن بعد الإسلام ويتكون الجامع من صرح تحيط به أربعة أروقة ويتوسط جداره القبلي محراب مهيب بني بين عمودين يعلوهما قوس مزخرف بالعديد من النقوش والآيات القرآنية ويعلو الجامع مئذنة على الطراز المعروف في أغلب جوامع صنعاء».

### القلعة والقبة
ولا تزال في المدينة قلعة «القلشة» التي بناها الأتراك وجعلوها مدخلاً للمدينة عبر باب الحديد. ويضاف إلى ذلك مسجد المنصور، وضريح الإمام شمس الدين الذي بنيت عليه قبة تتوسط صحن المسجد. يوجد بها قبة كوكبان وهي الطريق الذي يربط بين مدينة شبام وكوكبان عبر شقوق الجبل. كما يتمتع سكان كوكبان بالقيم اليمنية العربية الأصيلة من كرم الضيافة وحسن الاستقبال والتعامل مع الضيوف والزوار بأخلاق عالية وكريمة فهم يحبون مدينتهم ومن يزورها ولا يكفون عن مدحها والتغني بها خصوصاً وأن معظم سكانها من المولعين شغفاً بالعلم والأدب وعلوم الفقه.

### السمسرة
ومن المعالم القديمة التي تحظى بالزيارة في «كوكبان» دار تتكون من ثلاثة طوابق تسمى «السمسرة» وهي دار الحكومة القديمة، مرفق بها الحمام القديم الذي يعود تاريخ بنائه إلى القرن التاسع الميلادي. كما تزخر مدينة «شبام- كوكبان» بالعديد من المعالم السياحية والتراثية التي يقصدها السياح الذين لا تخلو أزقة المدينة منهم..
ومن تلك الأماكن سوق المدينة القديم الذي تنتشر على جانبي طرقاته الضيقة الحوانيت الصغيرة المقسمة إلى عدد من الأسواق المتخصصة ببيع وصناعة العديد من المنتجات التقليدية كالفضيات والعقيق والخناجر التقليدية، والعديد من أدوات الزينة والحلي والأطعمة الشعبية. ويزور السياح من جنسيات مختلفة مدينة «شبام- كوكبان» للتعرف إلى المعالم السياحية والأثرية والتاريخية والتراثية، ومنها الأسواق الشعبية التي تضم الحرف التقليدية، مروراً بالمعالم الدينية والقصور والأسوار المشيدة بذكاء وإجادة يعكسان إبداع الإنسان اليمني وقدرته على تطويع الطبيعية بصخورها وموادها لخلق لوحات تتماهى بحرفية في التشكيل والصنع الفريد.

## صور

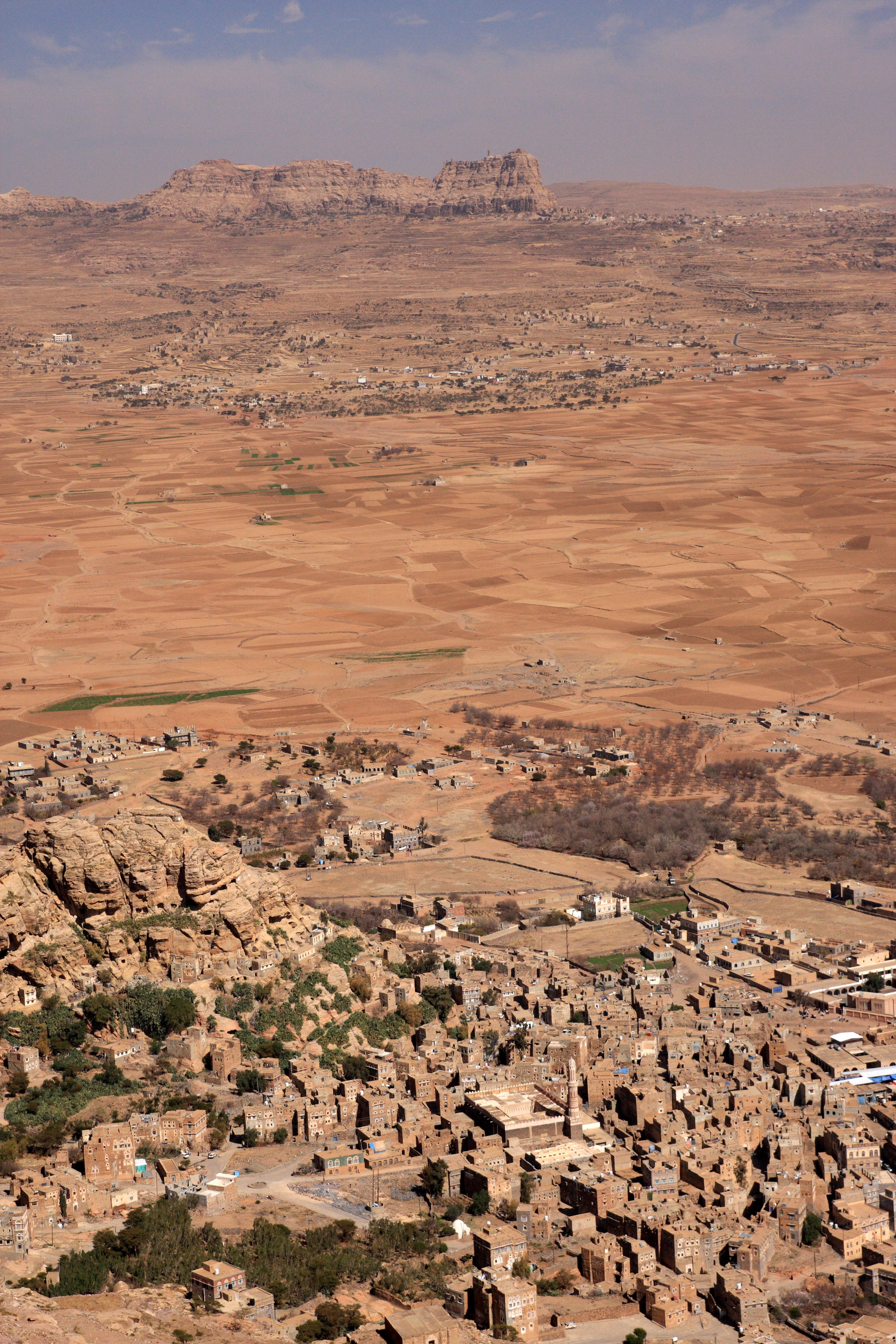
شبام كوكبان
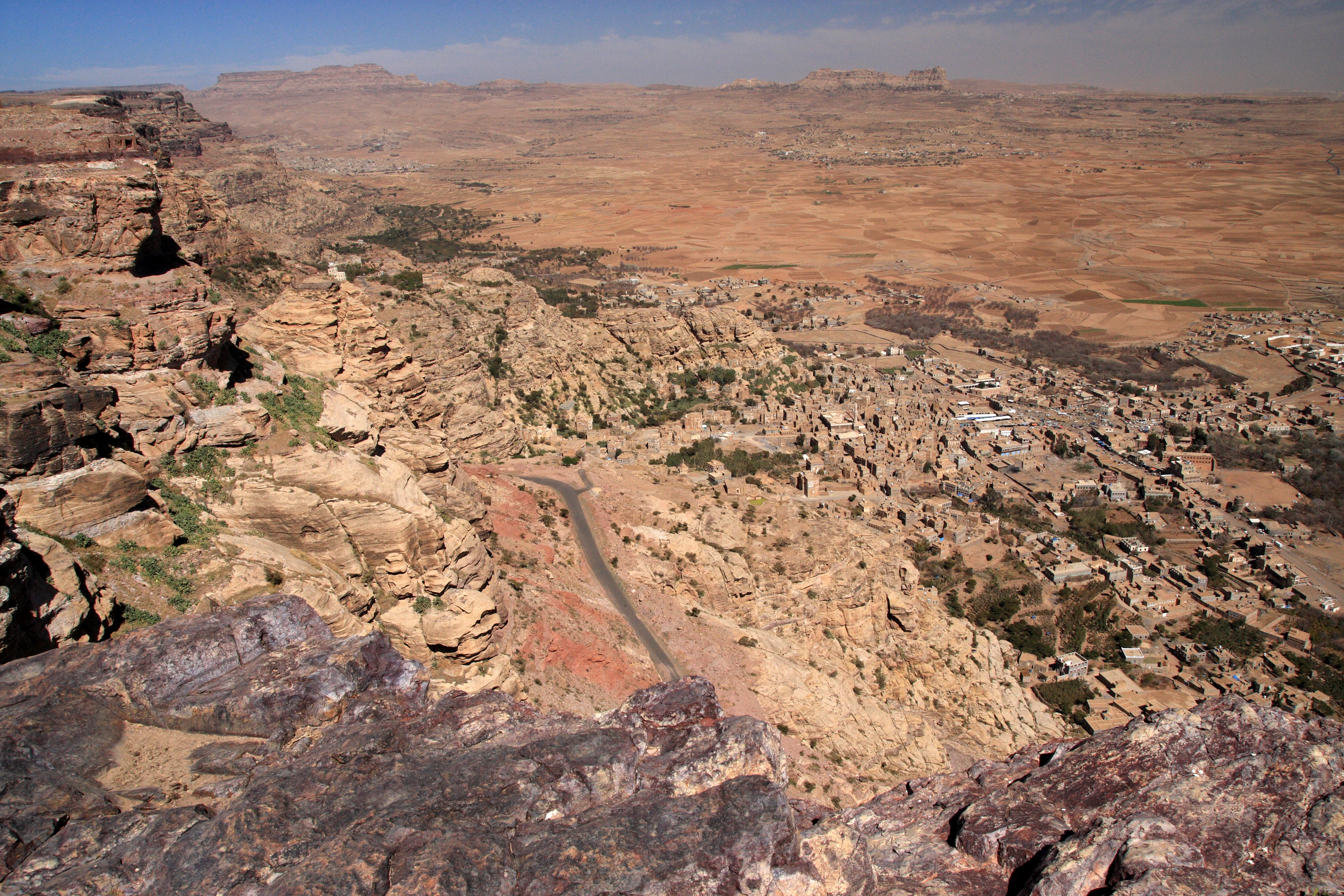
شبام كوكبان
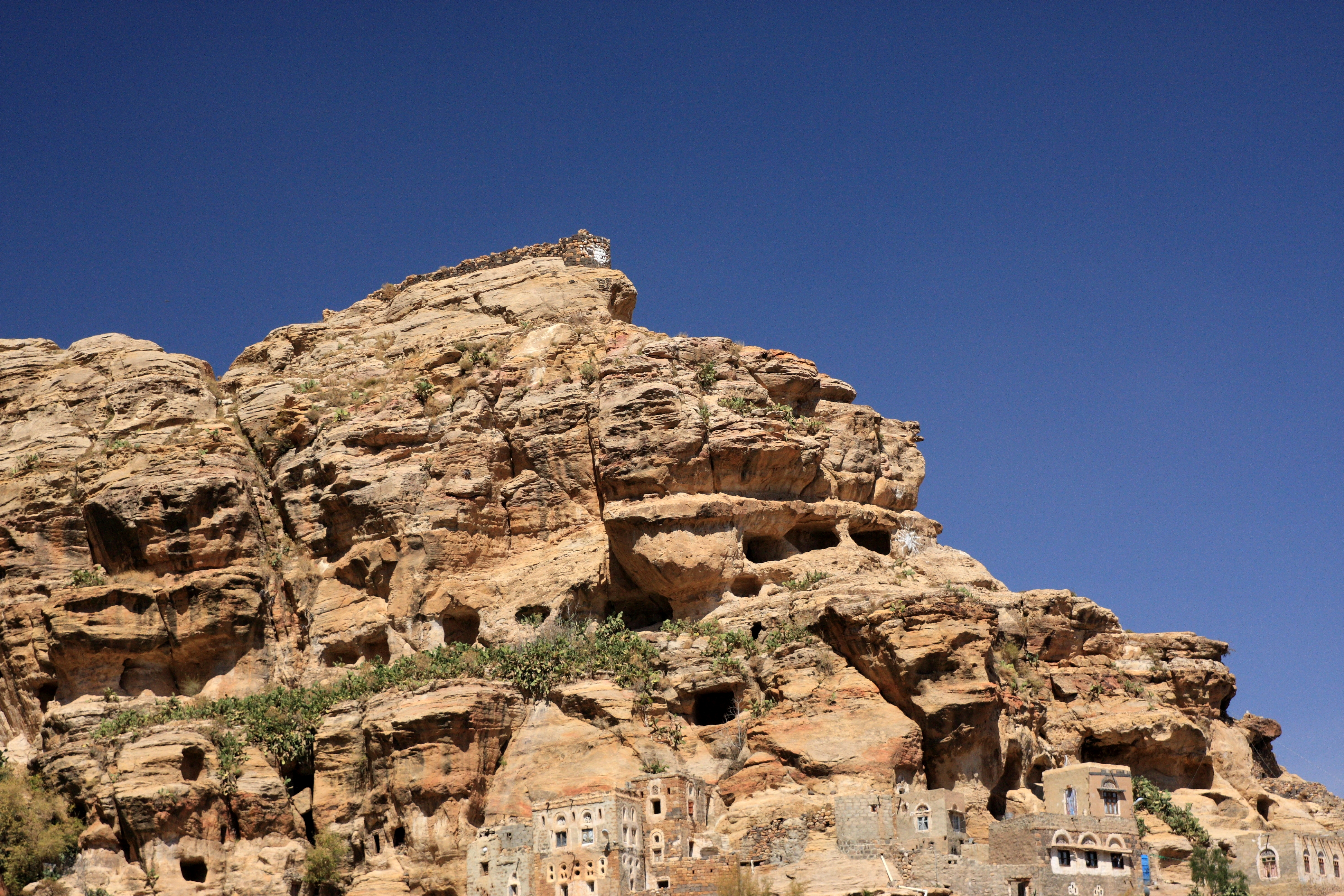
شبام
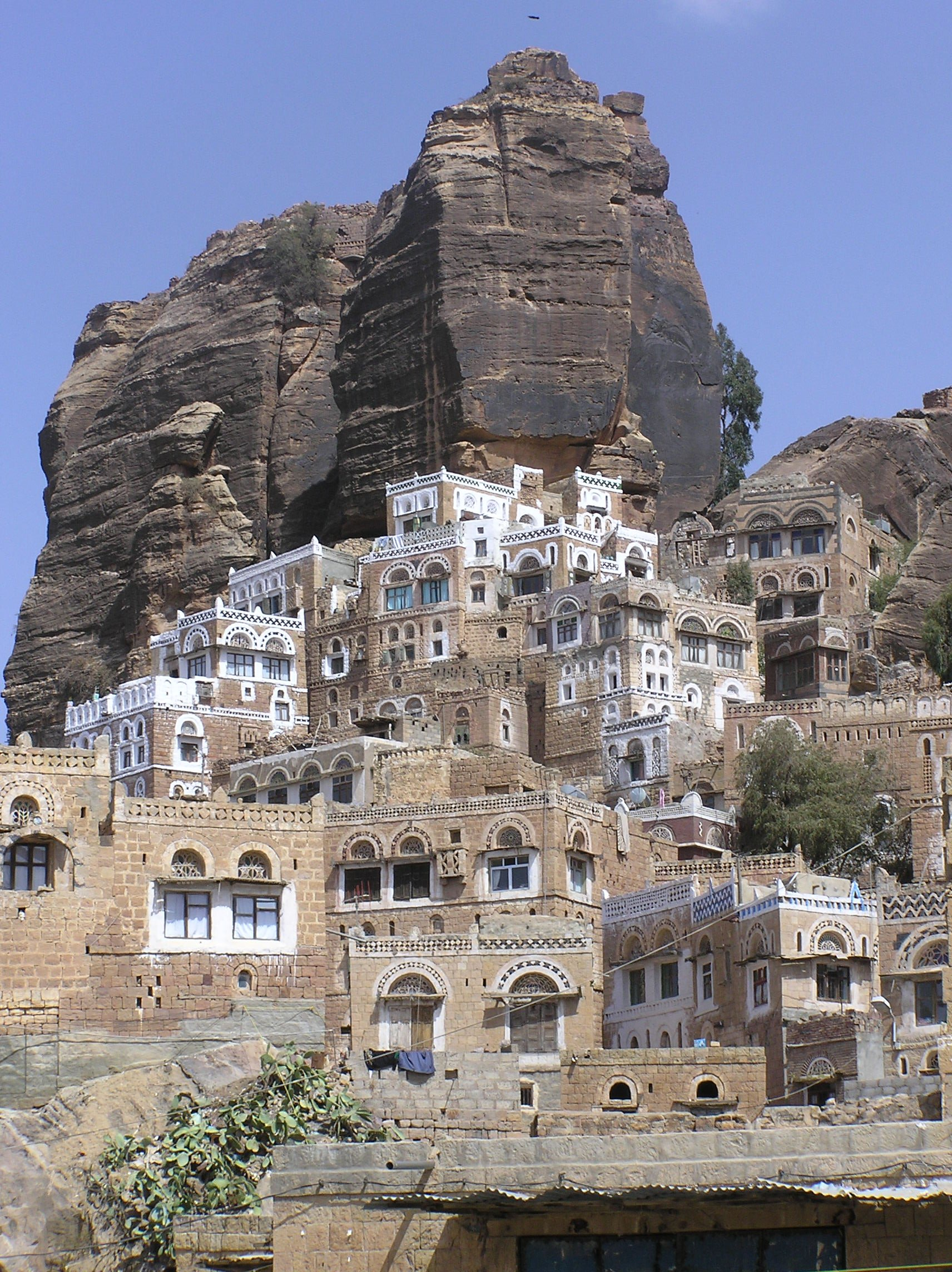
شبام
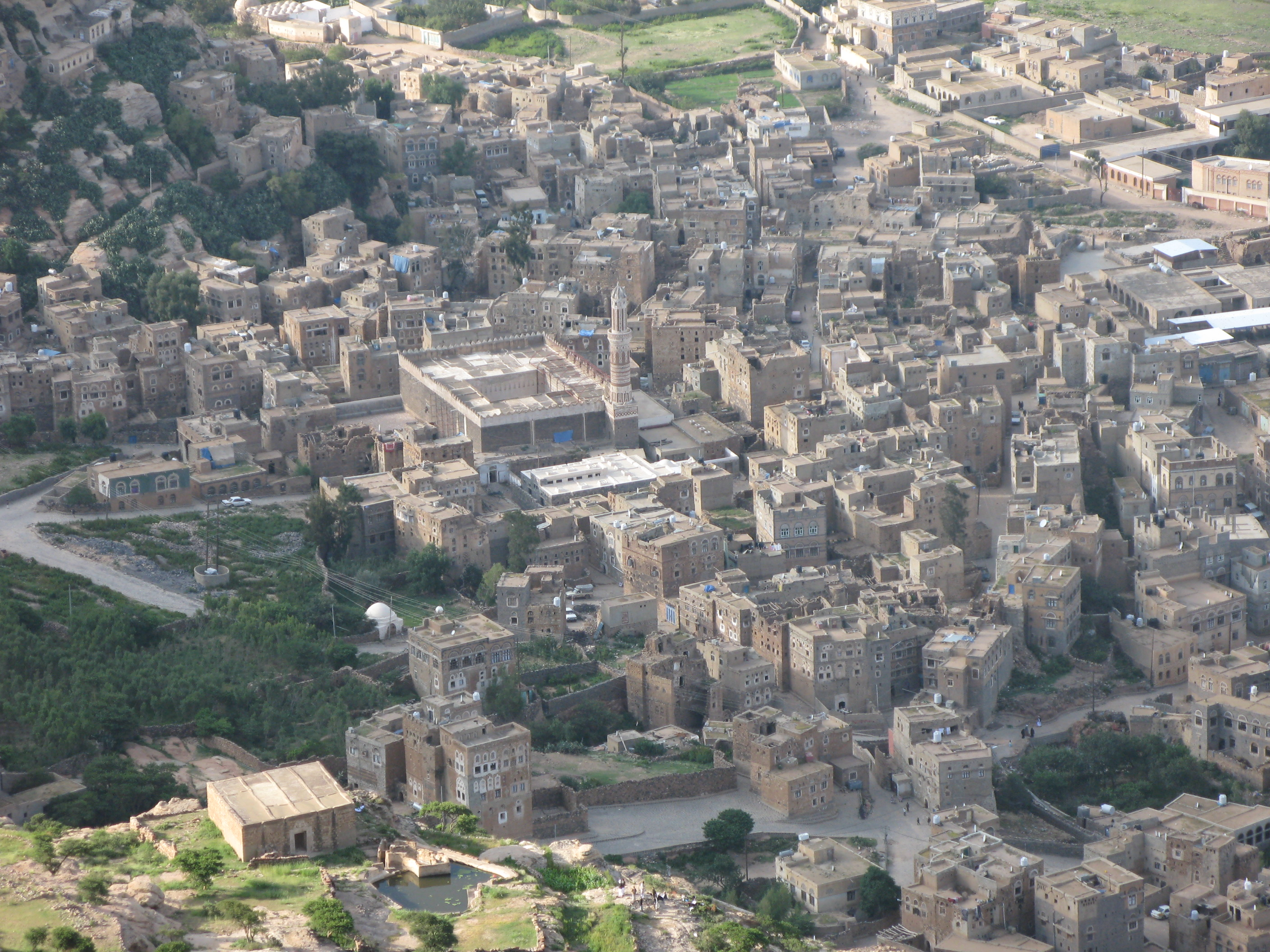
منازل شبام
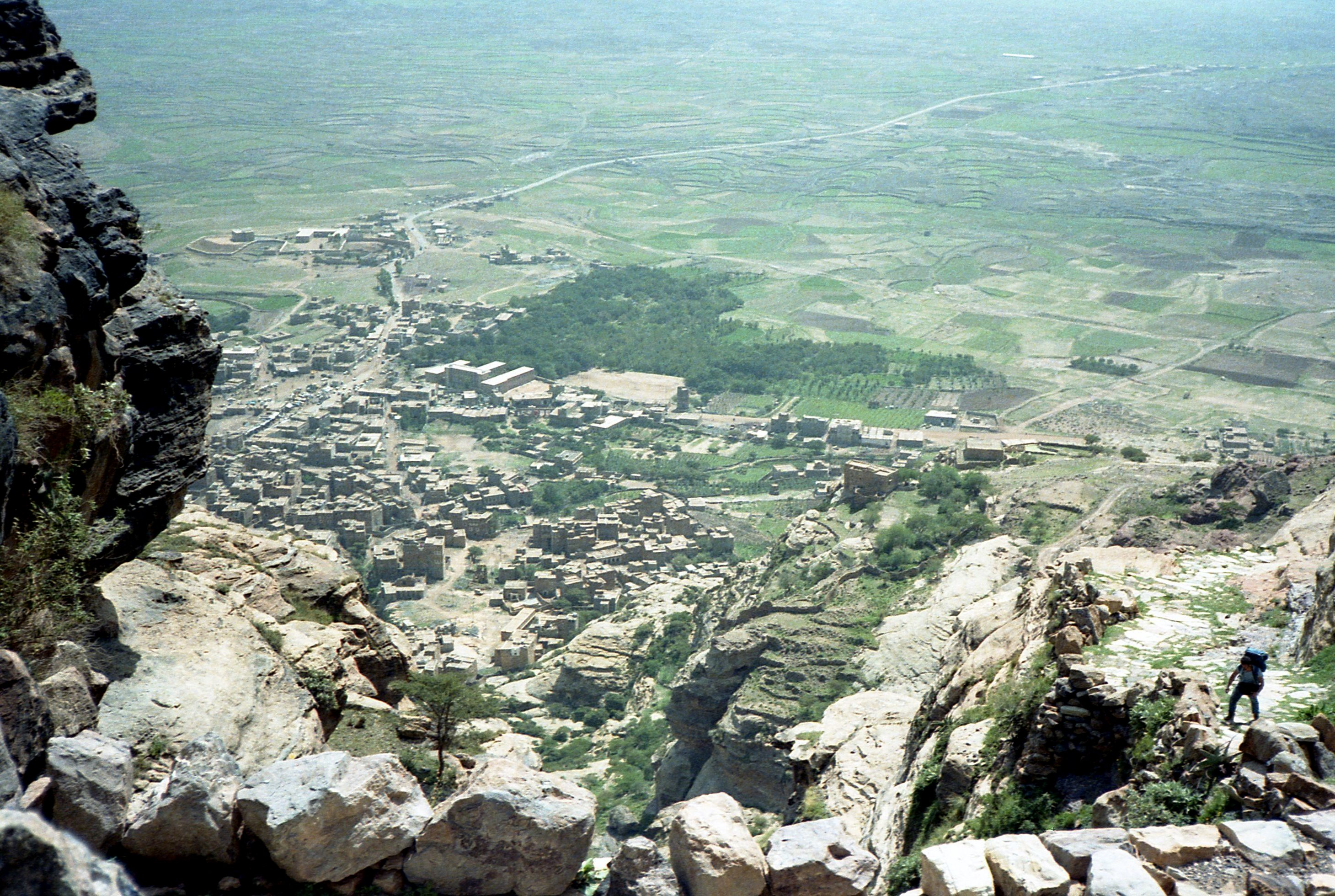
عرض من وادي الخصبة مع الجبال شبام كوكبان